# Бирх, Оге
Оге Бирх (дат. Aage Birch; 23 сентября 1926, Сёллерёд, Рудерсдаль, Дания — 13 февраля 2017, там же) — датский яхтсмен, серебряный призёр летних Олимпийских игр в Мехико (1968).

## Спортивная карьера
Вырос на берегу озера Фуресё недалеко от Копенгагена. С 1940 г. начал выступать в классе «Дракон», которому был верен на протяжении всей своей карьеры до 1972 г.
Трижды представлял Данию на летних Олимпийских играх.
В 1952 г. в Хельсинки выступал в двойках вместе со своим соотечественником Виллиамом Бернтсеном на позиции шкипера и рулевого, датчане заняли пятое место в общем зачете. В 1960 г. в Риме в классе «Дракон» занял шестое место. В 1968 г. в Мехико стал серебряным призером.
Двукратный чемпион Европы по парусному спорту: в Хельсинки (1961) и в Каннах (1964).
С 1963 по 1972 г. доминировал на престижном Кубке Золотого Дракона (Dragon Gold Cup). В течение этого периода он установил пока непревзойденный рекорд — семь побед.

## Дальнейшая карьера
По завершении выступлений вместе с Поулем Линдемарком инициировал программу развития парусного спорта через отчисления от участия в регатах на поддержку профессиональных спортсменов. В результате датчане становились олимпийскими чемпионами в классе «Солинг» (1976 и 1980) и серебряными призерами в классе «Торнадо» (1980).
Также являлся тренером национальной сборной по парусному спорту на олимпийских соревнованиях в 1980 и 1984 гг. В частности, у него была необычная способность анализировать отношения и баланс соперников и извлекать из этого преимущество для своей команды. Сохранял высокие аналитические способности на протяжении всей своей жизни. Датский парусный союз отправил его в возрасте 90 лет на Олимпийские игры 2016 года в Рио-де-Жанейро с задачей изучить тактику новозеландских золотых медалистов в 49-м классе для использования в подготовке датских яхтсменов.
Как бизнесмен-судостроитель занимался строительством лодок, в том числе и парусных. Являлся членом Hellerup Sejlklub в Гентофте, пригороде Копенгагена. Продолжительное время жил в Англии и Швейцарии, но в конце жизни вернулся на родину.